# 남아프리카 공화국 국립동물원

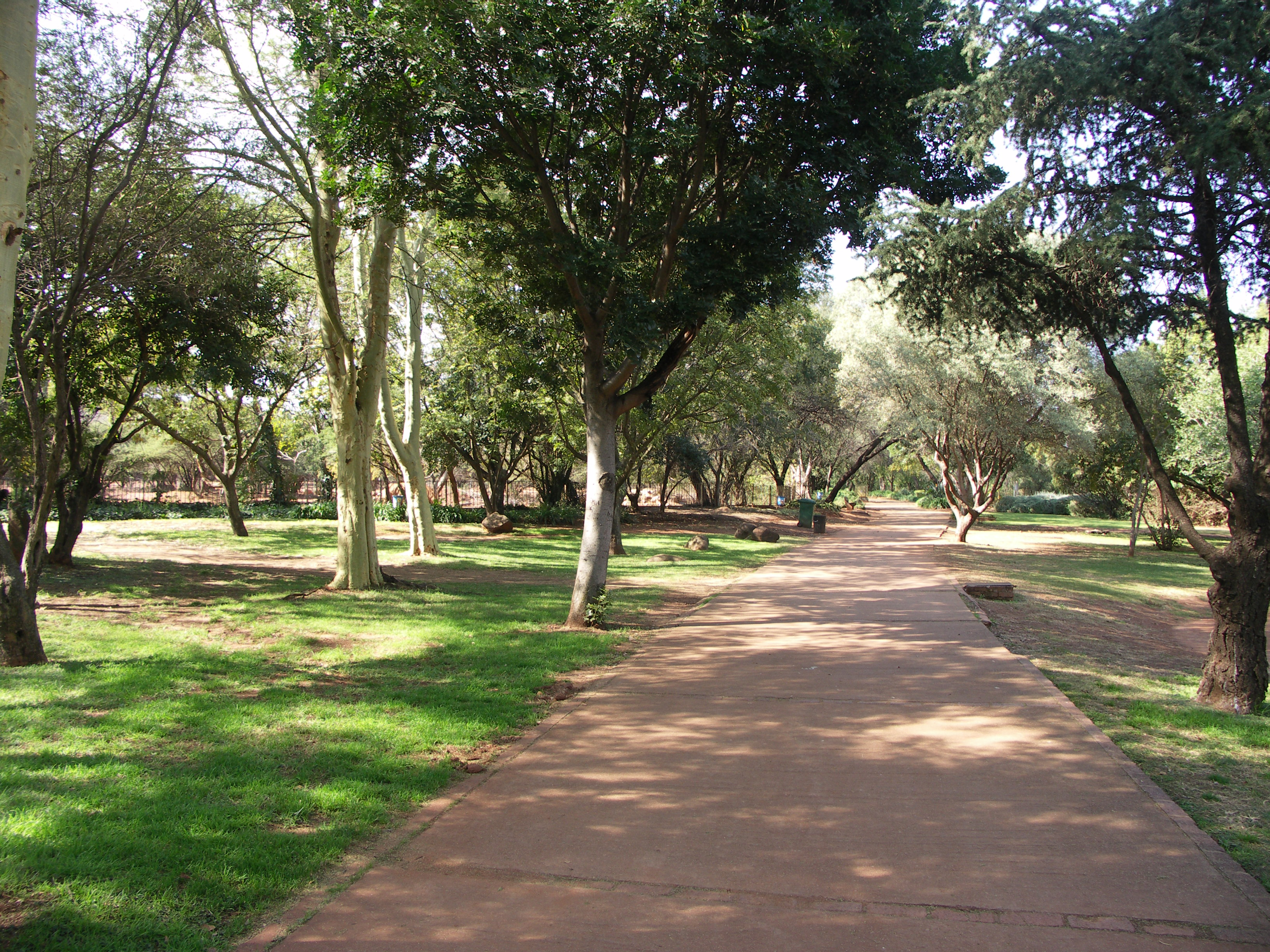
남아프리카 공화국 국립동물원.

남아프리카 공화국 국립동물원(영어: National Zoological Gardens of South Africa)은 남아프리카 공화국 프리토리아 중심부의 폴 크루거 거리에 위치해 있는 동물원이다. 또한 남아프리카 공화국 국립동물원은 수족관을 갖추고 있으며, 연간 약 600,000명의 관광객이 방문하고 있다.